# Corinna venezuelica
Corinna venezuelica is een spinnensoort uit de familie van de loopspinnen (Corinnidae).
De wetenschappelijke naam van de soort werd in 1955 als Medmassa venezuelica gepubliceerd door Lodovico di Caporiacco.